# Leontopodium alpinum
Leontopodium alpinum, conocida como flor de las nieves o con la palabra alemana Edelweiß (grafía alternativa, Edelweiss), es una planta de la familia de las Asteraceae. Se trata de una flor que crece en pequeños grupos en las praderas alpinas y roquedos de altura de las cordilleras europeas, de no más de 10 cm de altura, con brácteas gruesas, carnosas y cubiertas de una fina pelusa, con un color blanco y tonalidades verdosa o amarillenta.
Es la flor nacional de Austria, motivo por el que se encuentra en su moneda de 2 céntimos de euro. "Edelweiss" o su abreviación "Edel" por su gran significado en relación con la amistad y los recuerdos más puros.
Es la flor emblemática de las alturas y por ello ha sido largamente esquilmada, habiendo desaparecido de muchas zonas y siendo mucho menos frecuente que hace unas pocas décadas, debido a lo cual ha sido protegida en territorio español, estando prohibida su recolección.

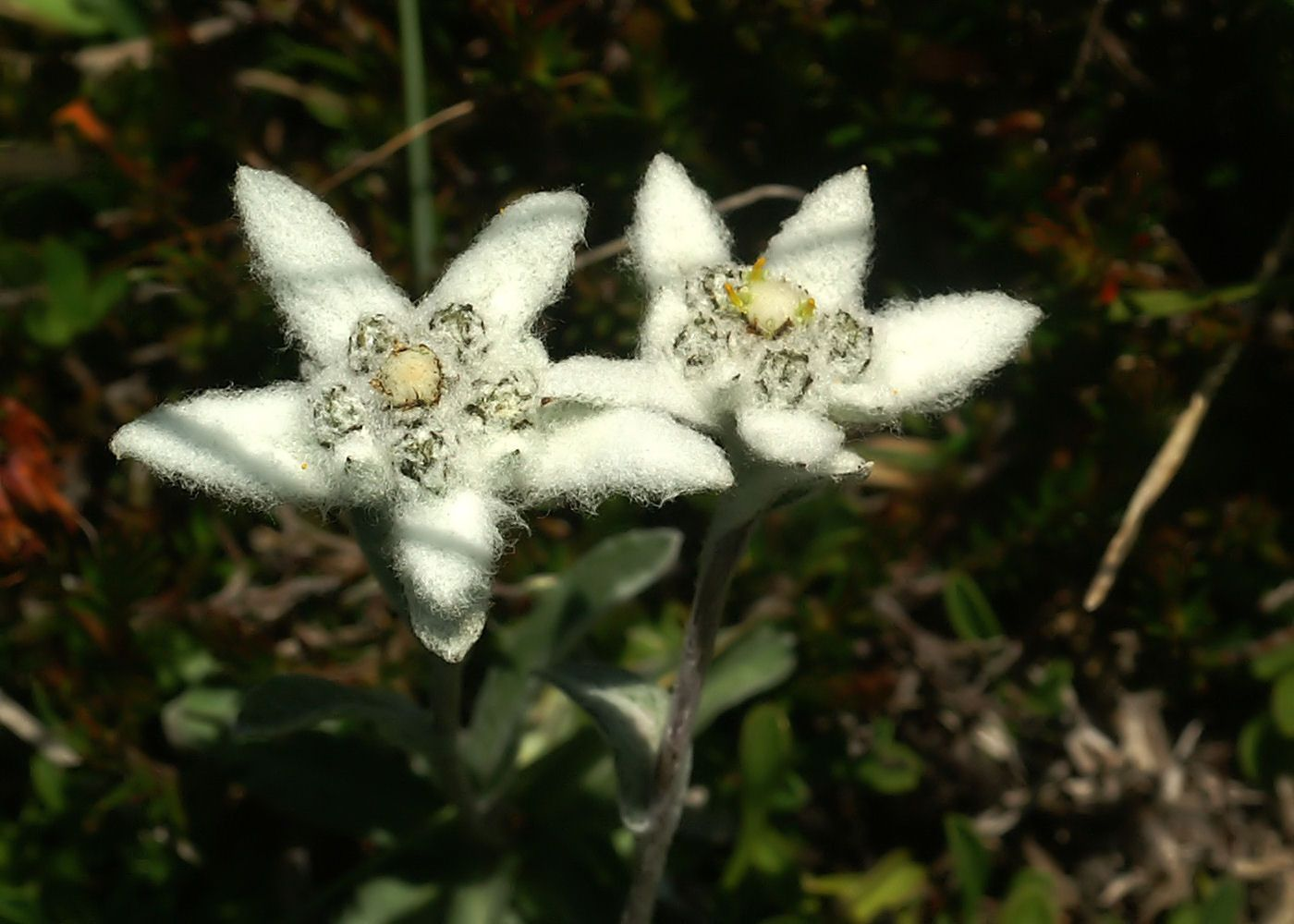
Vista de la planta.

En la actualidad en España se encuentra solamente en el Parque natural de Sierra Nevada, el Pirineo, sobre todo en el parque nacional de Ordesa y Monte Perdido, del que es su símbolo, y, aunque raramente, se puede encontrar también en las montañas del norte de León.
El término Edelweiß (pronunciado /ˈe:dəlvaɪs/) significa en alemán "blanco noble" o "blanco puro".

## Cultura
- En la película The Sound of Music (en español, Sonrisas y lágrimas o La novicia rebelde) se incluye una canción con este nombre («Edelweiss»), que tuvo gran repercusión y se consideró en todo el mundo (excepto en Alemania) como una especie de segundo himno nacional austriaco[cita requerida]. Sin embargo, solo fue una canción escrita ex profeso para la película.
- Un fragmento de la canción antes mencionada aparece en la introducción de la serie The Man in the High Castle.
- La insignia de la Edelweiss tiene una larga tradición identificando a las tropas de montaña tanto de Alemania desde la Primera Guerra Mundial (Alpenkorps) y la Segunda Guerra Mundial (Gebirgsjäger) hasta la actualidad, incluyendo hoy también a las del ejército austríaco. También en el grupo de rescate en montaña de la Guardia Civil española
- En el cómic de Astérix en Helvecia de la serie Astérix el Galo, el héroe galo y su inseparable amigo Óbelix deben realizar un viaje desde su pequeño poblado armoricano hacia la, en ese entonces (50 a. C.) provincia romana de Helvecia, donde deben hallar flores de esta clase (que llaman "estrella de plata"), pues son ingrediente esencial de una curación que preparará su Druida, Panoramix, para curar el envenenamiento de un recaudador romano.
- El músico Moondog compuso la canción "High on a Rocky Ledge" inspirada en la flor Edelweiss.
- En un capítulo de la serie Band of Brothers se hace mención a la flor cuando en el episodio 3 llamado Carentan, el soldado Albert Blithe la recoge de un paracaidista alemán muerto.
- El escritor Patrick Raiwen escribió un relato titulado "Los Príncipes de Edelweiss". Una breve historia de fantasía-terror donde la protagonista es una princesa llamada como la flor de las nieves. Su físico también tiene características de dicha planta como por ejemplo sus cabellos blanquecinos. Dicho relato se reescribió para la segunda antología de Círculo de Fantasía llamada "Dragones de Stygia". La primera versión fue escrita con un viejo seudónimo del mismo autor.
- Es flor emblema de la moneda de 1 chelín de 1959, Austria, en su lado reverso.
- En la miniserie de televisión Band of Brothers, en el Capítulo "Carentan", uno de los soldados abatidos por el ejército estadounidense porta en su uniforme una flor Edelweiss. Cuando otro de los paracaidistas pregunta qué significa esa flor, le responden que ese soldado tuvo que subir hasta la montaña para reclamar esa flor, lo que lo identifica como un verdadero guerrero.